# 耶律隆祐
耶律隆祐（979年—1012年），又作隆裕，契丹名高七、胡都堇。为契丹（遼朝）皇子，辽景宗耶律贤和皇后萧绰第三子。
《辽史》未载生年，依《续资治通鉴长编》推算在979年。耶律隆祐少年性格沉毅，非常喜欢道士。乾亨年间，封为郑王。
辽圣宗统和十六年（998年）十二月，改封吴国王。十九年（1001年）十月，改封楚国王。二十一年（1003年）十月，任西南面招讨使。二十八年（1010年）十月，辽圣宗亲征王氏高丽，他留守京城。次年（1011年）正月，辽圣宗回师，他到来远城迎接。三月，权知北院枢密使。开泰元年（1012年）三月，改封齐国王，留守东京辽阳府。修建了数百间道观。八月，耶律隆祐去世。赠守太师，谥号仁孝。辽兴宗重熙年间，改谥号孝靖。
耶律隆祐的長子與次子均陸續被遼聖宗過繼給大丞相耶律隆運( 韓德讓 )，但兩人均無後代。

## 家庭
- 妻子
  - 齐国妃萧氏，长姐耶律观音女和驸马蕭繼先次女。
- 儿子
  - 耶律胡都古（耶律宗業）
  - 耶律合禄（耶律宗范）
  - 耶律贴不（耶律宗熙）

## 传記資料
- 《遼史》卷64 表第2 皇子表